# Pablo Jaime Galimberti di Vietri
Pablo Jaime Galimberti di Vietri (Montevidéu, Uruguai, 8 de maio de 1941) é um ministro uruguaio e bispo católico romano emérito de Salto.
Pablo Jaime Galimberti di Vietri estudou filosofia no Instituto Teológico Monseñor Mariano Soler e no Seminário Interdiocesano Cristo Rey depois de frequentar o Seminário Júnior de Montevidéu. Ele completou seus estudos teológicos de 1965 a 1969 na Pontifícia Universidade Gregoriana de Roma, onde obteve uma licença em dogmática. Depois de ordenado diácono, passou seis meses em São Luís e depois trabalhou em uma paróquia de Montevidéu. Em 29 de maio de 1971 recebeu o Sacramento da Ordem para a Arquidiocese de Montevidéu.
Após sua ordenação, lecionou dogmática no Instituto Teológico Monseñor Mariano Soler e fenomenologia religiosa na Universidade Católica do Uruguai. Desde 1974 atua na formação de sacerdotes.
Em 12 de dezembro de 1983, o Papa João Paulo II o nomeou Bispo de San José de Mayo. O arcebispo Franco Brambilla, núncio apostólico no Uruguai, concedeu sua consagração episcopal em 18 de março do ano seguinte. Os co-consagradores foram o arcebispo de Montevidéu, Carlos Parteli Keller, e Raúl Horacio Scarrone Carrero, bispo auxiliar de Montevidéu.
De 1998 a 2000 foi vice-presidente, nos anos de 2001 a 2003 secretário geral e depois presidente da Conferência Episcopal do Uruguai. Foi também Vice-Presidente da Confraternidad Judeo-Cristiana de Uruguay. Foi membro da Congregação para o Clero por dois mandatos de cinco anos e foi consultor por cinco anos do Pontifício Conselho para o Diálogo com os Não Crentes.
Papa Bento XVI nomeou-o Bispo de Salto em 16 de maio de 2006.
O Papa Francisco aceitou sua aposentadoria em 24 de julho de 2018.